# Даден
Даден (нем. Daaden) — коммуна в Германии, в земле Рейнланд-Пфальц.
Входит в состав района Альтенкирхен-Вестервальд. Подчиняется управлению Даден. Население составляет 4366 человек (на 31 декабря 2010 года). Занимает площадь 19,56 км². Официальный код — 07 1 32 018.